# Лутна
Лутна — село в Лутенском сельском поселении Клетнянского района Брянской области, в 10 км к северо-западу от пгт Клетня. Центр Лутенского сельского поселения

## История
Возникла деревня, вероятно, в середине XVIII века, первоначальное название-Богдановка; Бывшее монастырское владение, входила в приход села Акуличи. В 1804—1805 построен каменный приходской храм Михаила Архангела (с 1934 до начала XXI века не действовал, частично сохранился, реставрируется). Одна из первых в уезде сельских земских школ (1847). С 1895 по 1922 — волостной центр Брянского уезда (волость была выделена из состава Акулицкой и позднее присоединена к Людинковской). В 1918—1919 временно переименована в хутор Краснов. В середине XX века — колхозы «Просвет», «Победа», позднее совхоз «Россия».

## География
Расположен на северо-западе Брянской области, на р. Лутенка.

## Население
| 2010 | 2013 |
| ---- | ---- |
| 679  | ↘641 |

Максимальное число жителей 940 человек (1866).

## Инфраструктура
До начала XX века были развиты ремесла (производство клёпок, дегтя, лыка и другого). Рыбопитомник (с первой половины XX века) на пруде площадью 85 га.
Памятник воинам и партизанам (1980).

## Транспорт
Через село проходит трасса 15К-1108 (в селении — ул. Ленина). Также ходит рейсовый автобус Клетня-Алексеевка.